# Shmuel Gordon
Shmuel Gordon (geboren 25. November 1909 in Kaunas, Russisches Kaiserreich; gestorben 13. April 1998 in Moskau) war ein russischer Schriftsteller des Jiddischen.

## Leben
Shmuel Gordon war ein Neffe des russischen Autors Jehuda Leib Gordon. Er studierte Jiddisch an der Zweiten Moskauer Staatsuniversität und graduierte 1931. Während des Studiums wurde er öffentlich gerügt, weil er 1928 in der im kapitalistischen Polen in Warschau herausgegebenen jiddischen Zeitschrift Literarishe bleter Gedichte veröffentlicht hatte, was in der Sowjetunion als Sakrileg galt. Gordon arbeitete nach dem Studium mehrere Jahre als Lehrer, bevor er Korrespondent der Charkower jiddischen Tageszeitung Der shtern wurde und auch für die russische Tageszeitung Komsomolskaja Prawda schreiben durfte. 
Seine erste Erzählung erschien 1930 in der jiddischen Literaturzeitschrift Die royte velt, einen ersten Band mit Erzählungen Tsvishn Azovn un Shvartsn veröffentlichte er 1934 und beschrieb darin das Leben jüdischer Siedler bei der inneren Kolonisation auf der Krim. 1934 fuhr er als Korrespondent nach Birobidschan im Jüdisch Autonomen Gebiet. Im Zweiten Weltkrieg schrieb er für das Jüdische Antifaschistische Komitee in dessen Zeitung Ejnikejt. 1946 kam ein Auswahlband mit Erzählungen, die er während des Zweiten Weltkriegs in Zeitungen veröffentlicht hatte, in Druck. Gordon schrieb Dokumentarromane und hielt damit die politischen Vorgaben des Sozialistischen Realismus ein. 
In einer Hochphase des sowjetischen Antisemitismus wurde er 1949 verhaftet und zu mehrjähriger Zwangsarbeit in einem Gulag verurteilt, er wurde 1956 vorzeitig aus der Haft entlassen. Er lebte danach wieder in Moskau und machte sich wieder ans Schreiben. Er schrieb regelmäßig für die 1961 gegründete jiddische Zeitschrift Sovetish heymland und publizierte im Verlag Sovetsky Pisatel des Schriftstellerverbandes der UdSSR, dessen Mitglied er seit 1944 war. Seine Bücher wurden nun, zum Teil von ihm selbst, auch ins Russische übersetzt und erzielten damit auch namhafte Auflagen zwischen 30.000 und 100.000, die jiddischen Originale auf Grund des beschränkten Leserkreises hingegen nur ein paar tausend. Sein autobiografischer Roman Yizker behandelt die Verfolgung der jüdischen Schriftsteller in den 1940er und 1950er Jahren, er wurde zunächst als Zeitungsroman in Sovetish heymland abgedruckt und wurde 2003 zusammen mit dem zweiten Teil Di yidishe gas auch in Israel herausgegeben.

## Werke (Auswahl)
- Tsvishn Azovn un Shvartsn. 1934
- Patriotn. 1936
- Birobidzhaner kinder. 1937
- Milkhome-tsayt. 1946
- Birobidzhaner toyshvim. 1947
- V puti. 1957 (ru)
- Dem balshemtov gesl. Theater. 1968
- A khasene in Ḳrizshopol. 1980
- Di fayl un der boygn. 1985
- Yizker. 1993
- Di yidishe gas